# غاري كوبر (لاعب كرة قاعدة أمريكي)
غاري كوبر (بالإنجليزية: Gary Cooper)‏ هو لاعب كرة قاعدة أمريكي، ولد في 22 ديسمبر 1956 في سافانا في الولايات المتحدة.

## وصلات خارجية
- غاري كوبر (لاعب كرة قاعدة أمريكي) على موقعبيزبول رفرنس.كوم (الدوري الرئيسي) (الإنجليزية)
- غاري كوبر (لاعب كرة قاعدة أمريكي) على موقعبيزبول رفرنس.كوم (الدوري الثانوي) (الإنجليزية)